# سری آ اکوادور
سری آ AAA (انگلیسی: Ecuadorian Serie A) بالاترین سطح مسابقات فوتبال در کشور اکوادور است.
این لیگ در سال ۱۹۵۷ میلادی تأسیس شده است. باشگاه ورزشی بارسلونا با ۱۶ قهرمانی پرافتخارترین تیم در این مسابقات محسوب می‌شود.

## قهرمانی‌ها
| رتبه | باشگاه             | قهرمانی | نایب‌قهرمانی |
| ---- | ------------------ | ------- | ----------- |
| ۱    | بارسلونا           | ۱۶      | ۱۳          |
| ۲    | املک               | ۱۴      | ۱۵          |
| ۳    | ال ناسیونال        | ۱۳      | ۷           |
| ۴    | ال‌دی‌یو کیتو        | ۱۳      | ۶           |
| ۵    | دپورتیوو کیتو      | ۵       | ۳           |
| ۶    | دپورتیوو کوانکا    | ۱       | ۵           |
| ۷    | ایندپندینته دل‌وایه | ۱       | ۳           |
| ۸    | اولمدو             | ۱       | ۱           |
| ۸    | دلفین              | ۱       | ۱           |
| ۱۰   | اورست              | ۱       | ۰           |
| ۱۰   | آئوکاس             | ۱       | ۰           |